# 梨山建設管理局
梨山建設管理局，是中華民國臺灣省曾經設立的管理局，存在於1973年至1981年約8年的時間，以臺中縣和平鄉的梨山、平等兩村為轄區，包含青山、達見（德基）、佳陽、福壽山、梨山、松茂、環山、志良、武陵、勝光、思源等地，受臺灣省政府指揮監督，辦理轄區內的建設及行政管理事宜，轄區仍屬臺中縣。局址設於梨山賓館旁，即今日的交通部觀光署參山國家風景區管理處梨山管理站。

## 沿革

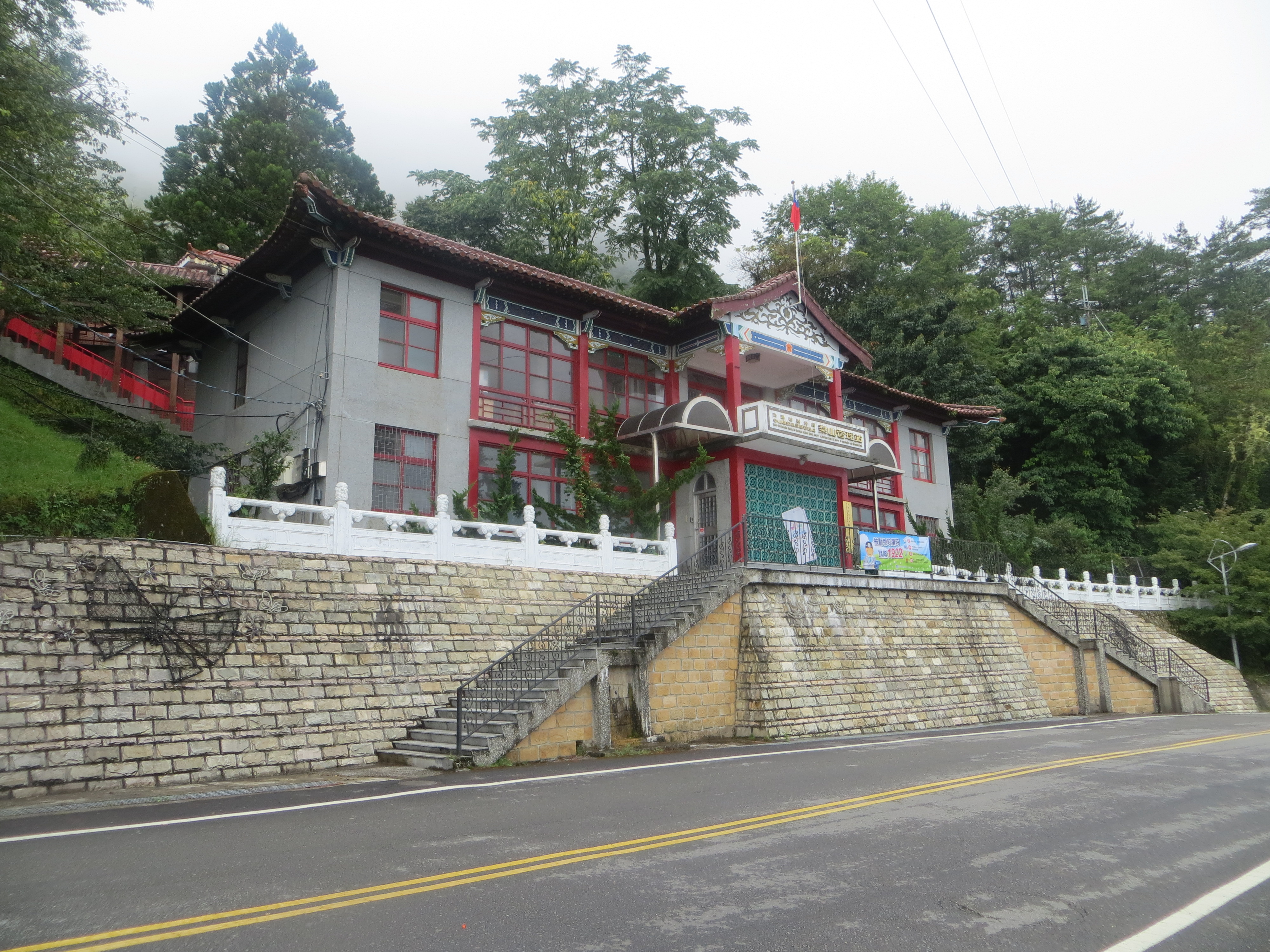
現在的梨山風景區管理站，原為梨山建設管理局舊址

- 1967年7月11日，梨山地區建設委員會成立，隸於臺灣省政府民政廳之下。
- 1967年7月12日，數名經濟學家劉大中、蔣碩傑、顧應昌、費景漢在時任中華民國經濟部部長李國鼎陪同下，於福壽山農場梨山行館會見時任中華民國總統蔣中正，是為「梨山會議」。
- 1971年5月15日，臺灣省政府通過設立梨山管理局。
- 1972年5月1日，行政院核定名稱改為梨山建設管理局。
- 1973年2月19日，臺灣省政府的改制公文正式發出。
- 1973年2月22日，行政院正式核定通過改制。
- 1973年7月1日，梨山建設管理局正式成立，直轄於臺灣省政府。
- 1973年12月29日，梨山建設管理局與臺中縣政府辦理業務交接。
- 1980年12月2日，設立梨山風景特定區，並發佈梨山建設管理局降編辦法。
- 1981年3月1日，降編為梨山風景特定區管理所，改隸於臺灣省政府交通處之下。
- 1994年4月1日，降編為梨山風景區管理所，改隸於臺灣省政府交通處旅遊事業管理局之下。
- 2001年3月16日，降編為梨山管理站，改隸於交通部觀光署參山國家風景區管理處之下，無對外獨立發文權。

## 編制

### 初建時期
管理局置簡任局長一人，由臺灣省政府任命，並設主任秘書一人襄理政務。
直屬單位：
- 秘書室
- 行政科
- 建設科

附屬單位：
- 警察所
- 衛生所
- 自來水廠

### 裁撤前夕
管理局置簡任局長一人，由臺灣省政府任命，並設主任秘書一人襄理政務。
直屬單位：
- 秘書室
- 行政科
- 建設科

附屬單位：
- 臺中縣警察局梨山分駐所
- 臺中縣和平鄉梨山衛生所
- 梨山自來水廠
- 地政處
- 都市計劃委員會
- 梨山國民小學
- 平等國民小學

## 歷任首長

### 梨山地區建設委員會時期
- 第1屆主任委員：張宗良
- 第2屆主任委員：程有秋
- 第3屆主任委員：金輅

### 梨山建設管理局時期
- 第1屆局長：金輅
- 第2屆局長：呂錫玲
- 第3屆局長：龐子建

### 梨山風景特定區管理所時期
- 第1屆所長：龐子建
- 第2屆所長：宋敬銘
- 第3屆所長：刁桂華（?）
- 第4屆所長：李信宏
- 第4屆代理所長：王學詩
- 第5屆所長：張傳義

### 梨山風景區管理所時期
- 第1屆所長：張傳義
- 第2屆所長：廖錫標

### 梨山管理站時期
- 第1屆主任：吳建治
- 第2屆主任：黃兆敏
- 第3屆主任：陳龍山

## 特色
梨山建設管理局設立時，轄區人口僅2000多人，面積683平方公里，但年平均國民所得超過新臺幣4萬元（相當於1050美元），為臺灣當時整體平均國民所得的兩倍，當地並有定期直升機班機，自福壽山農場的直升機場往返水湳機場。
照陽明山管理局慣例，梨山建設管理局轄區內選出的縣議員、鄉民代表等均參加臺中縣議會、和平鄉民代表會行使職權，並邀該局人員列席報告並備詢，但實務上該局局長常是直接在臺灣省議會備詢。
梨山建設管理局直轄梨山地區內戶籍、合作業務、教育、地籍管理及都市計劃工作，並兼轄德基水庫、福壽山農場與武陵農場，所屬的梨山、平等國小均改冠該局頭銜；另該局人口、土地等統計數字雖併列於當時臺中縣內，惟臺中縣需另外括號單獨併列註記。